# 裏松恭光
裏松 恭光（うらまつ ゆきみつ）は、江戸時代後期の公卿。裏松明光の養子。官位は従三位・権大納言。

## 経歴
山城国京都で裏松光世の子として誕生。裏松明光の養子となる。
文化3年（1806年）に光格天皇の御児として内廷に勤務し、天保3年（1832年）蔵人。嘉永4年（1851年）従三位、安政2年（1855年）参議と昇進を進める。安政4年（1857年）議奏に就任し、翌年の条約勅許問題に関与した。
安政6年（1859年）権中納言となるも、万延元年（1860年）辞職。慶応3年（1867年）、孝明天皇より御児・蔵人・議奏として幼少から3代の天皇に仕えた功績に対する「御憐愍」により、権大納言に就任。

## 系譜
- 父：裏松光世
- 母：不詳
- 養父：裏松明光
- 妻：庸子 - 藤波寛忠女[1]
- 男子：裏松勲光[1]
- 四男：勘解由小路資生 - 勘解由小路光宙の養子。貴族院子爵議員[4]